# Mandan (Dakota del Nord)
Mandan és una ciutat a la frontera oriental del comtat de Morton i la vuitena ciutat més poblada de Dakota del Nord. Fundada el 1879 al marge oest del riu Missouri, fou designada el 1881 com a seu del comtat de Morton. La població era de 24.206 habitants segons el cens del 2020. A l'altra banda del riu Missouri des de Bismarck, Mandan és una ciutat central de l'Àrea Estadística Metropolitana de Bismarck–Mandan.

## Toponímia
La ciutat rebé el nom dels indígenes mandan de la zona. Els mandan avui dia formen part de les Tres Tribus Afiliades de la Reserva de Fort Berthold, que abasta la part superior del riu Missouri a l'oest de l'estat. Aquest poble també viu a ciutats de l'estat i altres zones. Al cens de 2010 gairebé el 5% de la població de Mandan s'identificà com a nadiu americà.
Hi ha constància de la vila índia de Mandan, a la base sud de Crying Hill, una prominència a l'est de Mandan, ja al 1738 i s'anomenà Good Fur Robe, en honor al seu cap. L'assentament també es va registrar com Crying Hill i Two Face Stone, degut a trets geogràfics. Fou una de les sis viles mandan a la riba oest del riu entre els rius Knife i Cannonball.
Hi ha cert debat sobre l'origen del nom de la ciutat. El 1876 John Andrew Rea arribà a Bismarck, a l'altra banda del riu, per a fer d'editor temporal del seu diari durant una de les absències prolongades del seu fundador. A partir del juny de 1880  Rea treballà com a registrador a l'oficina de terres governamental a la capital territorial de Bismarck durant vuit anys. Rea afirmà que ell i l'enginyer de la Northern Pacific Railroad Thomas L. Rosser idearen el nom. Va escriure a St. Paul Pioneer Press, que va publicar i popularitzar el nom que es fa servir avui dia. Però la versió generalment acceptada atribueix la concepció del nom de la ciutat a Frederic Gerard. Gerard s'havia casat amb Helena Catherine, una dona Arikara/Ree quan dirigia el lloc comercial de Fort Berthold. El governador territorial de Dakota nomenà a Gerard, com el primer assessor del comtat de Morton quan s'establí al març de 1878. El novembre de 1878 fou un dels tres primers homes escollits com a comissionats del comtat de Morton.

## Història
El 3 de març de 1879 l'oficina de correus es traslladà de la riba oest del riu Missouri al lloc de la ciutat del ferrocarril dins d'unes illes del primer dipòsit ferroviari i edifici de mercaderies de Mandan a Main Street i Stark Avenue (avui Collins Avenue). Quatre noms de ciutats coincideixen exactament amb quatre directors de correus. L'oficina de correus del camp de treball del ferrocarril original el 1878 era coneguda com Morton. El nom de Mandan només subsistí vuit dies el març de 1879 abans de ser rebatejada Cushman, pel nom d'un director  de correus amb aquest cognom. El setembre de 1879 l'oficina de correus va tornar a la seva designació de Mandan.

### Desenvolupament del transport
Als primers dies de l'assentament euroamericà, el riu Missouri era la principal ruta de transport comercial. Fins i tot després de l'arribada del ferrocarril a la dècada de 1870, el riu va continuar sent la principal ruta nord-sud fins a l'establiment del sistema de carreteres nacionals a la dècada del 1930. Els vaixells de vapor usaven carbó com a combustible i la mina de Sims a set milles a l'oest de Mandan era una important font de carbó de lignit. Si no n'hi havia les tripulacions dels vaixells de vapor compraven fusta als agricultors al llarg del riu. Bellows Landing, l'emplaçament de l'actual central elèctrica RM Hesket, era una estació d'avituallament amb una gelera. Els registres històrics indiquen que servia al trànsit de vaixells de vapor ja el 1832 quan va arribar a Fort Union la línia del vaixell fluvial Yellowstone. El 1860 s'establí un servei regular de vaixells de vapor al Missouri. Quan el govern dels EUA n'assumí la gestió a finals de la dècada del 1870, Bellows Landing va passar a anomenar-se Rock Haven. El Cos d'Enginyers de l'Exèrcit va fer grans millores a la vora del riu, construint-hi un dic sec i instal·lacions de reparació d'embarcacions. Feia de suport als vaixells de subministrament dels forts fronterers de l'exèrcit nord-americà i es considerava el millor punt de desembarcament del riu. A diferència de la majoria dels ports fluvials, la zona era permanent i segura fins i tot durant la ruptura del gel del riu a la primavera. Va deixar de funcionar el 1934.

### Història recent
El 2013 Mandan fou seleccionada finalista al concurs Rand McNally "Most Patriotic City".
Com a part de l'àrea metropolitana de Bismarck-Mandan MSA, aquesta regió s'ha classificat repetidament entre les cinc primeres tant a la llista Forbes de "Millors llocs petits per a empreses i carreres professionals" com a la llista de "Millors ciutats petites" dels Milken Institutes. Les ciutats germanes també s'han inclòs a la llista CNN Money dels 100 millors llocs per viure.

## Geografia

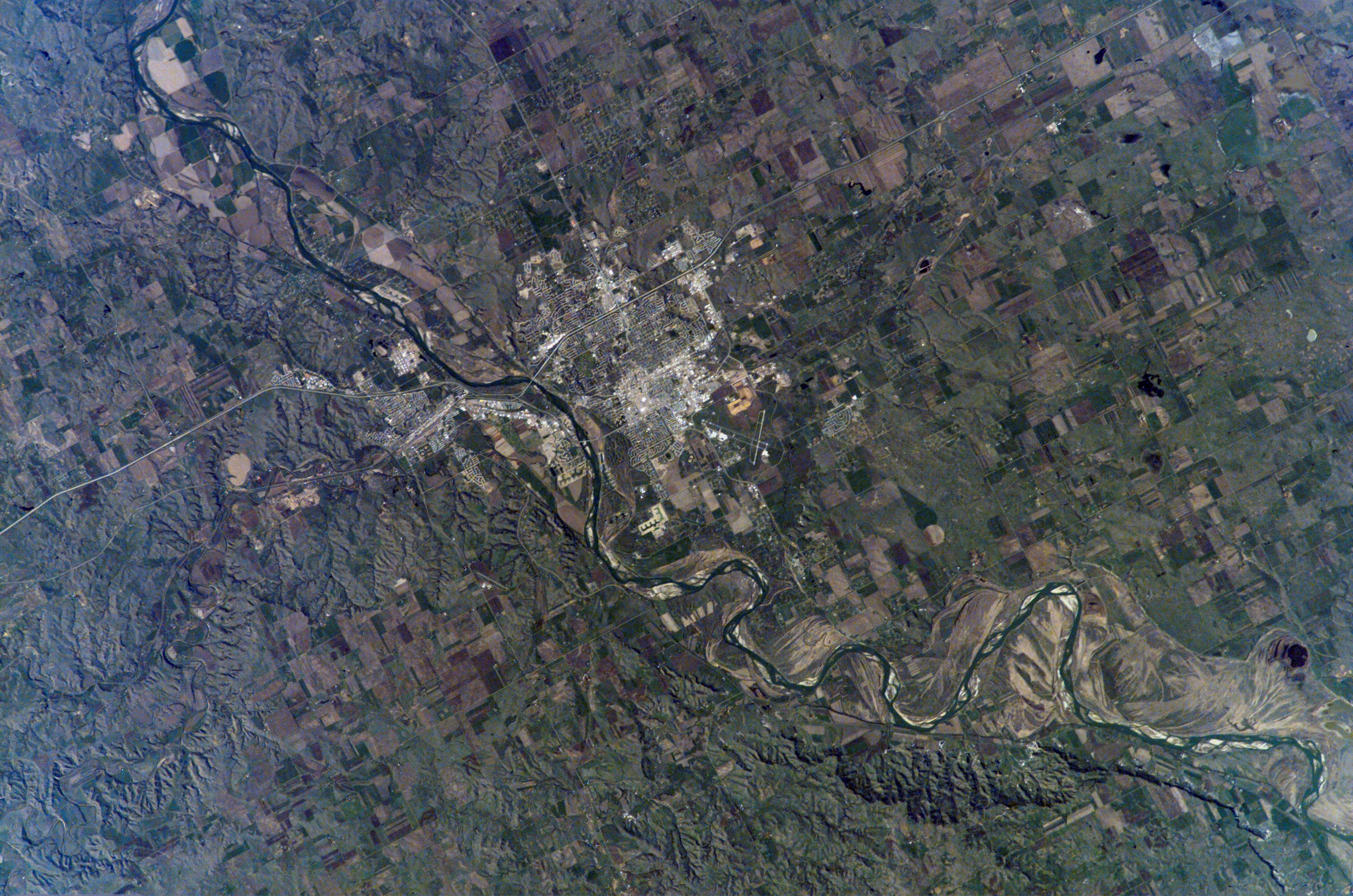
Mandan és a l'esquerra i Bismarck a la dreta en aquesta fotografia de 2007 feta des de l'Estació Espacial Internacional.

Segons l'Oficina del Cens la ciutat té una superfície de 13.665 milles quadrades (35.39 km2), de les quals 13.517 milles quadrades (35.01 km2)  son terra ferma i 0.148 milles quadrades (0.38 km2) son cobertes per les aigües.
Aquesta regió climàtica es caracteritza per grans diferències de temperatura estacionals, amb estius càlids a calorosos (i sovint humits) i hiverns freds (de vegades molt freds). Segons el sistema de classificació climàtica de Köppen, Mandan té un clima continental humit, abreujat "Dfb" als mapes climàtics.

## Demografia
L'enquesta de la comunitat nord-americana de 2022 estimava en 9.746 llars a Mandan amb una mitjana de 2,42 persones per llar. La renda mitjana per llar de la ciutat és de 78.077 $. Un 9,5% de la població de la ciutat viu al llindar de pobresa o per sota. S'estimava que Mandan tenia una taxa d'ocupació del 72,7%, amb un 28,2% de la població amb un títol de batxillerat o superior i un 93,9% amb un diploma de batxillerat.
Les nou majors ascendències reportades (es podien informar fins a dos ascendents per persona, de manera que les xifres poden sumar més del 100%) eren alemanys (46,4%), noruecs (13,6%), irlandesos (8,4%), italians (2,9%), anglesos (2,4%), polonesos (0,7%), francesos (excepte bascos) (0,6%) i escocesos (0,6%), subsaharians. (0,1%).
La mediana d'edat a la ciutat era de 35,6 anys.

### Cens del 2020
En el cens del 2020 la ciutat tenia 24.206 habitants, 10.222 habitatges, i 6.016 famílies; resultant una densitat era 1,790.8 habitants per milla quadrada (691.4/km2). Hi havia 10.960 habitatges amb una densitat mitjana de 810.8 habitants per milla quadrada (313.1/km2). El perfil racial era d'un 84,82% de blancs, un 1,81% afroamericans, un 5,02% de nadius americans, un 0,65% asiàtics, un 0,13% illencs del Pacífic, un 1,88% d'altres races i un 5,68% de dues o més races. Els hispans o llatins de qualsevol raça eren el 4,77% de la població. El 22,8% dels residents tenien menys de 18 anys, el 5,9% tenien menys de 5 anys i el 15,5% tenia 65 anys o més.

### Cens del 2010
En el cens del 2010 la ciutat tenia 18.331 habitants, 7.632 habitatges, i 4.921 famílies. La densitat de població era de 1,662.3 habitants per milla quadrada (641.8/km2). Hi havia 7.950 habitatges amb una densitat mitjana de 720.8 habitants per milla quadrada (278.3/km2). El perfil racial era d'un 91,72% de blancs, un 0,61% d'afroamericans, un 4,93% de nadius americans, un 0,22% d'asiàtics, un 0,08% d'illes del Pacífic, un 0,47% d'altres races i un 1,96% de dues o més races. Els hispans o llatins de qualsevol raça representaven l'1,77% de la població.
Hi havia 7.632 habitatges, de les quals en un 31,6% hi vivien nens de menys de 18 anys, en un 48,4% hi vivien parelles casades, en un 11,5% dones solteres, en un 4,6% en homes solters i en un 35,5% no eren ocupats per famílies. En el 28,9% dels habitatges hi vivien persones soles el 10,5% de les quals eren persones de 65 o més anys. A cada habitatge hi vivien de mitjana 2,35 persones, ascendint a 2,89 persones en el cas d'habitatges ocupats per famílies.
La mediana d'edat a la ciutat era de 37,2 anys. El 23,9% dels residents eren menors de 18 anys; el 8,2% tenia entre 18 i 24 anys; el 27,3% tenien de 25 a 44; el 27,2% eren de 45 a 64 anys; i el 13,2% tenia 65 anys o més. La composició de gènere de la ciutat era un 49,2% d'homes i un 50,8% de dones.

### Cens del 2000
En el cens del 2000 la ciutat tenia 16.718 habitants, 6.647 habitatges, i 4.553 famílies. La densitat de població era 1,642.8 habitants per milla quadrada (634.3/km2). Hi havia 6.958 habitatges amb una densitat mitjana de 683.7 habitants per milla quadrada (264.0/km2).
Els sis principals grups d'ascendència de la ciutat eren alemanys (61,3%), noruecs (15,4%), russos (13,1%), irlandesos (7,9%), anglesos (4,2%) i nadius americans (3,02%).
Dels 6.647 habitatges en un 35,7% hi vivien menors de 18 anys, en un 54,1% hi vivien parelles casades, en un 10,6% dones solteres i en un 31,5% no eren unitats familiars. En el 26,4% dels habitatges hi vivien persones soles el 10,1% de les quals corresponia a persones de 65 o més anys. A cada habitatge hi vivien de mitjana 2,48 persones, ascendint a 3,01persones en el cas d'habitatges ocupats per famílies.
Per edats la població es repartia en les següents classes etàries: un 27,0% era menor de 18 anys, un 9% entre 18 i 24, un 29,7% entre 25 i 44, un 21,6% entre 45 i 60 i un 12,7% 65 anys o més. La mitjana d'edat era de 36 anys. Per cada 100 dones, hi havia 97,0 homes. Per cada 100 dones de 18 o més anys hi havia 93,6 homes.
La renda mediana per habitatge era de 38.182 $ i la renda mediana per família de 46.210 $. Els homes tenien una renda mediana de 31.653 $ mentre que la de les dones era de 21.400 $. La renda per capita de la població era de 17.509 $. Un 7,0% de les famílies i el 10,0% de la població estaven per davall del llindar de pobresa, incloent el 12,2% dels menors de 18 anys i el 13,6% dels 65 o més.

### Evolució del perfil racial
| Raça/etnicitat (NH = no hispà)   | Pob. 2000 | Pob. 2010 | Pob. 2020 | % 2000  | % 2010  | % 2020  |
| -------------------------------- | --------- | --------- | --------- | ------- | ------- | ------- |
| Blancs (NH)                      | 15.801    | 16.661    | 20.231    | 94,51%  | 90,89%  | 83,58%  |
| Negres estatunidencs (NH)        | 34        | 105       | 435       | 0,20%   | 0,57%   | 1,80%   |
| Amerindis o natius d'Alaska (NH) | 494       | 878       | 1.139     | 2,95%   | 4,79%   | 4,71%   |
| Asiàtics (NH)                    | 56        | 40        | 153       | 0,33%   | 0,22%   | 0,63%   |
| Pacific Islander alone (NH)      | 2         | 14        | 32        | 0,01%   | 0,08%   | 0,13%   |
| Altra raça (NH)                  | 7         | 8         | 58        | 0,04%   | 0,04%   | 0,24%   |
| Multiracial o de raça mixta (NH) | 194       | 300       | 1.004     | 1,16%   | 1,64%   | 4,15%   |
| Hispà o llatí                    | 130       | 325       | 1.154     | 0,78%   | 1,77%   | 4,77%   |
| Total                            | 16.718    | 18.331    | 24,206    | 100,00% | 100,00% | 100,00% |

## Economia
L'economia dels voltants es basa en gran part en l'agricultura. Mandan va tenir cinc elevadores de gra i un molí fariner, però avui no en queda cap. La ciutat continua donant suport a la indústria agrícola amb la venda de bestiar, venedors i proveïdors d'instruments agrícoles i institucions financeres i de préstec. Però el seu propòsit original era el suport al ferrocarril. L'accés al transport ferroviari va permetre que prosperessin els sectors agrícola, comercial i industrial.
En les últimes dècades Mandan ha diversificat la seva economia incloent el processament d'aliments, la refinació del petroli, la generació d'energia elèctrica, el desenvolupament de programari, la fabricació i el comerç minorista, així com tota mena de serveis professionals per als seus residents. Una institució federal i una presó estatal de dones voregen la ciutat.

### Serveis d'informació
National Information Solutions Cooperative (NISC) és una empresa de tecnologia de la informació que desenvolupa i dóna suport a solucions de programari i maquinari per als seus socis propietaris, que són principalment cooperatives de serveis públics i empreses de banda ampla. NISC ofereix solucions informàtiques per a la facturació de consumidors i subscriptors, comptabilitat, enginyeria i operacions, així com altres solucions informàtiques. El 2021, IDG Insider Pro i Computerworld Magazine distingiren a NISC com un dels 100 "millors llocs per treballar-hi" per 18è any consecutiu per a organitzacions mitjanes (empreses amb entre 1.001 i 4.999 empleats). NISC i les seves filials donen feina a més de 1.300 persones amb oficines a Iowa, Missouri, Dakota del Nord i Virgínia. Més de 450 d'aquests empleats treballen al campus nacional Vern Dosch de NISC a Mandan, el que el converteix en el segon ocupador més gran de la ciutat.
Laducer & Associates, Inc. està especialitzada en el processament d'informació a gran escala, amb èmfasi en l'entrada i captura de dades, per a clients inclòs el govern federal. És una de les empreses privades més grans de la ciutat.

### Indústria energètica

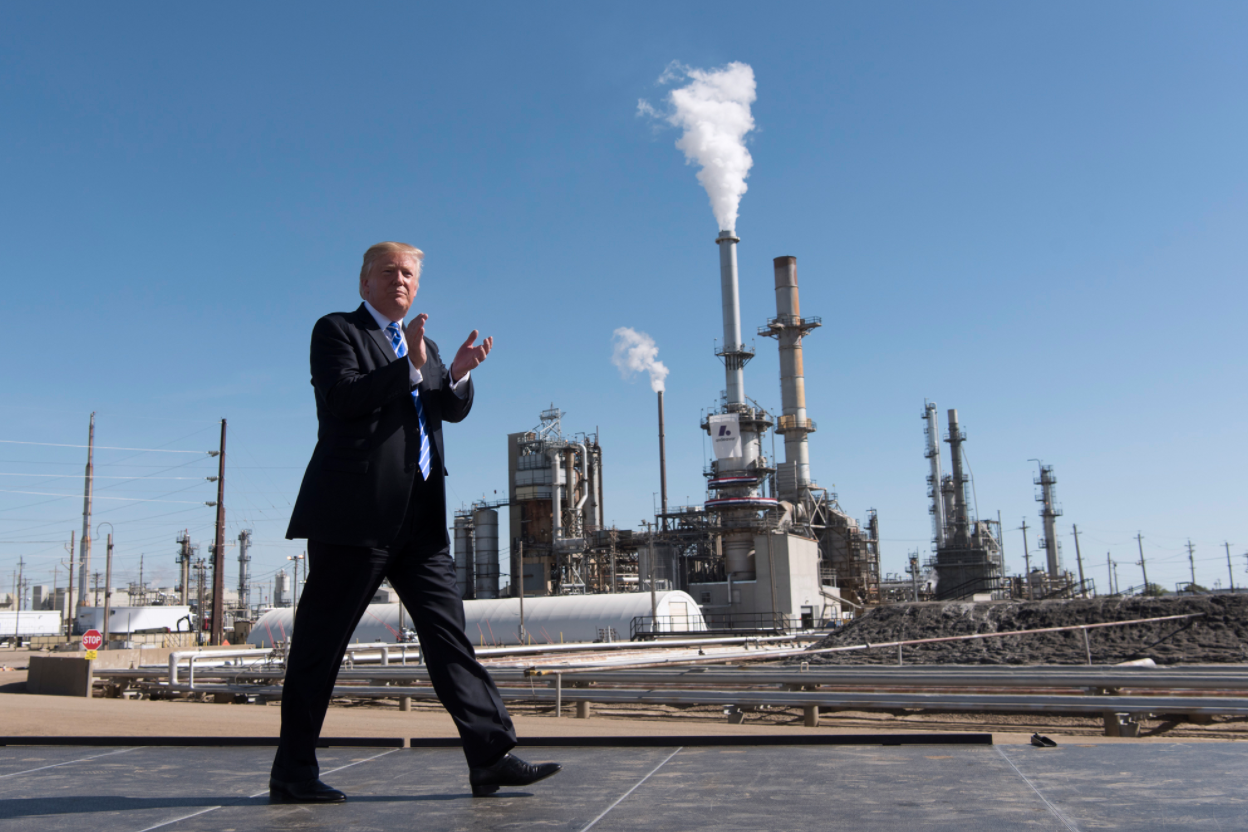
El president Trump en una visita a una refineria de Mandan el 2017

El 1954 començà a funcionar la refineria de petroli de Marathon Petroleum al nord de Mandan com a unitat de l'American Oil Company, amb una capacitat de 29.000 barrils per dia (BPD). Avui dia la refineria de Mandan ha assolit els 73.800 BPD processant principalment petroli cru dolç (baix en sofre) de Dakota del Nord en una gamma de productes petroliers refinats.La refineria va passar a formar part del sistema British Petroleum (BP) com a part de la fusió BP-Amoco el gener de 2001. BP va vendre la planta a Tesoro Corporation el setembre de 2001; Tesoro es va convertir en Andeavour l'agost de 2017; i Marathon Petroleum comprà Andeavour l'octubre de 2018. En conjunt al lloc hi treballen uns 250 empleats, incloent-hi el grup Andeavour Logistics LP, que dóna suport a les operacions de transport i processament de gasoductes i gas natural.
RM Heskett Station és una estació de generació elèctrica operada per Montana-Dakota Utilities Co. al llarg del riu Missouri a unes quatre milles al nord-est del centre de Mandan. Fins al febrer de 2022 la major part de l'energia era generada per dues calderes de carbó de lignit. La més petita de 25 megawatts entrà en funcionament l'any 1954. La unitat més gran, de 75 megawatts, es va posar en línia el 1963, essent reformada a principis dels anys vuitanta. Les dues calderes de carbó es van desmantellar el 2022 i el 2023, respectivament. El juliol de 2014 s'hi afegir a l'estació una turbina de combustió de cicle simple de 88 MW. El 2023 es va afegir una segona turbina de combustió de gas natural de 88 MW. La planta rep el nom de RM Heskett, el fundador de Montana-Dakota Utilities Co.

### Institucions governamentals
Com a seu del comtat de Morton, les principals oficines de serveis governamentals son a Mandan, entre aquestes el palau de justícia. El comtat de Morton dóna feina a unes 170 persones, la majoria d'aquestes residents a Mandan. Les oficines de la ciutat de Mandan inclouen instal·lacions per allotjar aproximadament 140 persones.
L'agost de 1912, el Congrés va aprovar un projecte de llei per establir el Northern Great Plains Research Station (Estació d'Investigació de les Grans Planes del Nord). El setembre de 1913 començaren els cultius. Continua sent la segona estació experimental federal de secà més gran del país. A l'estació s'hi desenvolupa l'agricultura de secà en totes les seves fases, i s'hi desenvolupen nous grans i fruits. L'estació dóna feina a una vintena de persones, incloent professionals de nivell doctoral.
El Centre Correccional Juvenil de Dakota del Nord manté la custòdia de fins a 107 joves assignats pels Tribunals de Menors a la seva cura. Gestionat per l'estat de Dakota del Nord, el campus inclou quatre cases rurals, instal·lacions administratives i educatives, un gimnàs amb piscina coberta, una capella i una cafeteria. Fins al 1947 la instal·lació, aleshores anomenada Escola Estatal de Formació, també feu d'orfenat, especialment per als fills de delinqüents empresonats. Però també s'hi assignaren altres orfes, normalment per accidents.

### Servei de passatgers del ferrocarril de Mandan

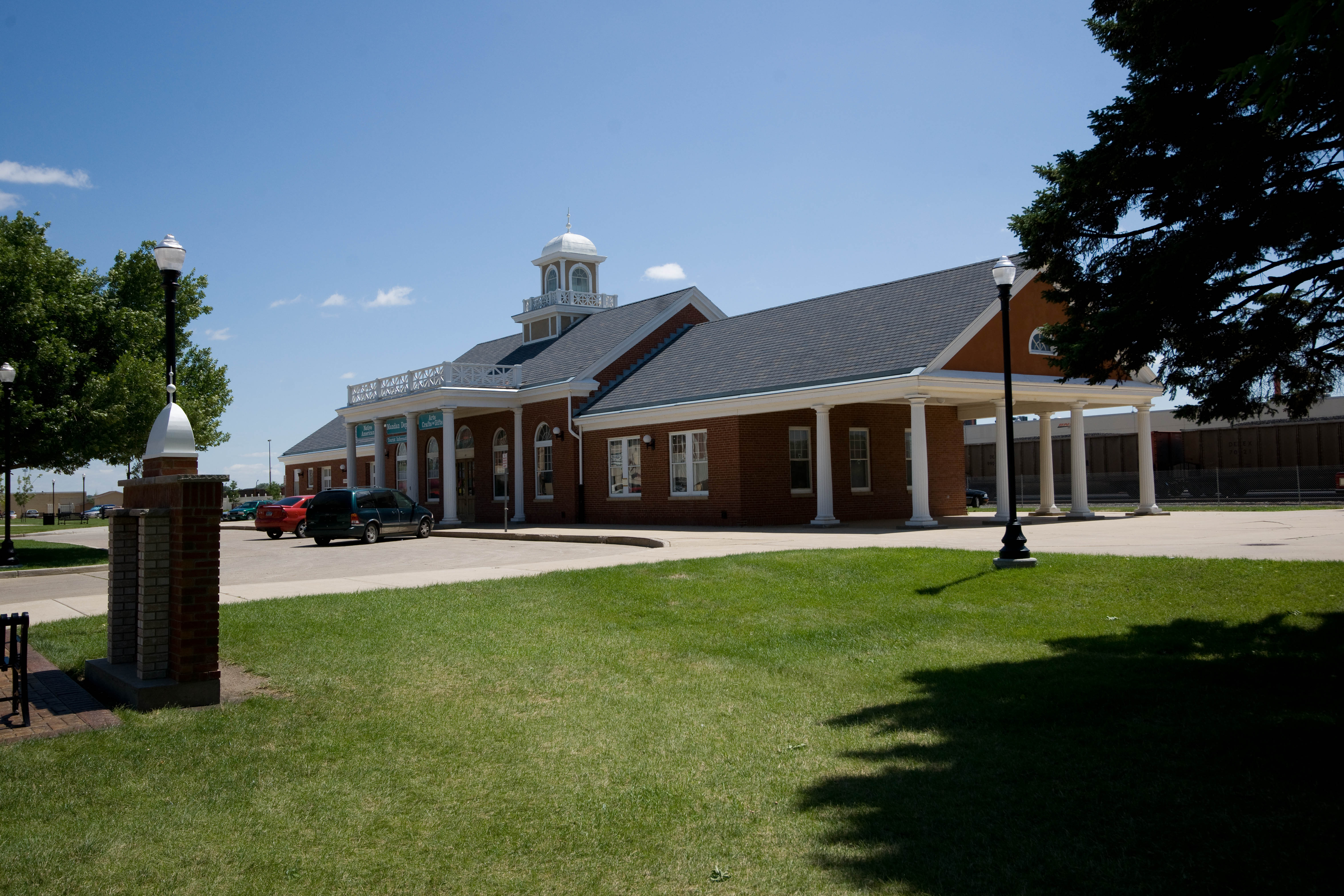
L'històric dipòsit del ferrocarril del Pacífic Nord al districte històric comercial de Mandan, que ara conté un restaurant alemany

Mandan fou una parada programada de la línia de passatgers est-oest del Northern Pacific Railway que va començar el 1882. El servei va ser proporcionat posteriorment per Burlington Northern Railroad i Amtrak. Amtrak va suspendre el servei de passatgers de North Coast Hiawatha al llarg de la meitat sud de l'estat el 1979. Els actuals menjador i dipòsit es construïren, respectivament,  el 1928 i el 1930.

## Educació
Mandan Public Schools gestiona l'escola primària Roosevelt, l'escola primària Mary Stark, l'escola primària Lewis & Clark, Ft. Lincoln Elementary School, Custer Elementary School, Red Trail Elementary School, Mandan Middle School, Mandan High School i l'escola nocturna Brave Center Academy. El 2016 el districte escolar públic de Mandan fou l'organització que més empleats tenia al comtat de Morton, amb uns 700 empleats.
Bismarck State College gestiona dos campus a Mandan centrats en l'educació professional postsecundària. Al seu campus de l'est de Mandan s'hi desenvolupen les activitats del programa de tecnologia de manteniment mecànic. L'escola de treballadors de línies elèctriques es troba en una instal·lació al nord-oest de Mandan.

## Sanitat
A Mandan també hi ha el Triumph Hospital Central Dakotas, un hospital d'atenció crítica que disposa de 41 llits.

## Persones notables
- Heidi Heitkamp, antiga senadora nord-americana, resideix a la zona rural de Mandan[40]
- A. R. Shaw, educador i polític[41]